# Busseola obliquifascia
Busseola obliquifascia là một loài bướm đêm trong họ Noctuidae.